# Plagiosauridae
Famille
Les Plagiosauridae (plagiosauridés en français) sont une famille éteinte d’amphibiens temnospondyles qui ont vécu dans la période du Trias.

## Liste des genres
Selon BioLib (18 novembre 2020) :
- genre Gerrothorax Nilsson, 1934 †
- genre Plagiobatrachus Warren, 1985 †
- genre Plagiosaurus Jaekel, 1914 †
- genre Plagioscutum Shishkin, 1986 †
- genre Plagiosternum Fraas, 1896 †